# Meir Dizengoff
Meir Dizengoff (en hebreo: מֵאִיר דִּיזֶנְגּוֹף‎, en ruso: Меер Янкелевич Дизенгоф Meer Yankelevich Dizengof, 25 de febrero de 1861-23 de septiembre de 1936) fue un líder y político sionista y el fundador y primer intendente de Tel Aviv (1911-1922 como jefe de planificación urbana, 1922-1936 como intendente). Las acciones de Dizengoff en Eretz Israel (la Palestina otomana) y el Mandato británico de Palestina ayudaron a conducir a la creación del Estado de Israel. David Ben-Gurión declaró la independencia de Israel en 1948 en la residencia de Dizengoff en Tel Aviv. La Casa Dizengoff es ahora el Salón de la Independencia de Israel.

## Primeros años de vida
Meir Dizengoff nació en Shushan Purim, el 25 de febrero de 1861 en el pueblo de Ekimovtsy cerca de Orhei, Besarabia.En 1878, su familia se mudó a Kishinev, donde se graduó en la escuela secundaria y estudió en la escuela politécnica. En 1882, se ofreció como voluntario en el Ejército Imperial Ruso, sirviendo en Zhytomyr (ahora en Ucrania) hasta 1884. Allí conoció a Zina Brenner, con quien se casó a principios de la década de 1890. Después de su servicio militar, Dizengoff permaneció en Odessa, donde se involucró en la organización clandestina Narodnaya Volya. En 1885 fue arrestado por insurgencia y pasó 8 meses en la cárcel. En Odessa, conoció a Leon Pinsker, Ahad Ha'am y otros, y se unió al movimiento Hovevei Zion. Tras su liberación de prisión, Dizengoff regresó a Kishinev y fundó la rama besarabiana de Hovevei Zion, a la que representó en la conferencia de 1887. Dejó Kishinev en 1888 para estudiar ingeniería química en la Sorbona de París. En la Sorbona conoció a Elie Scheid, representante de los proyectos del barón Edmond de Rothschild en Eretz Israel, la Palestina otomana.

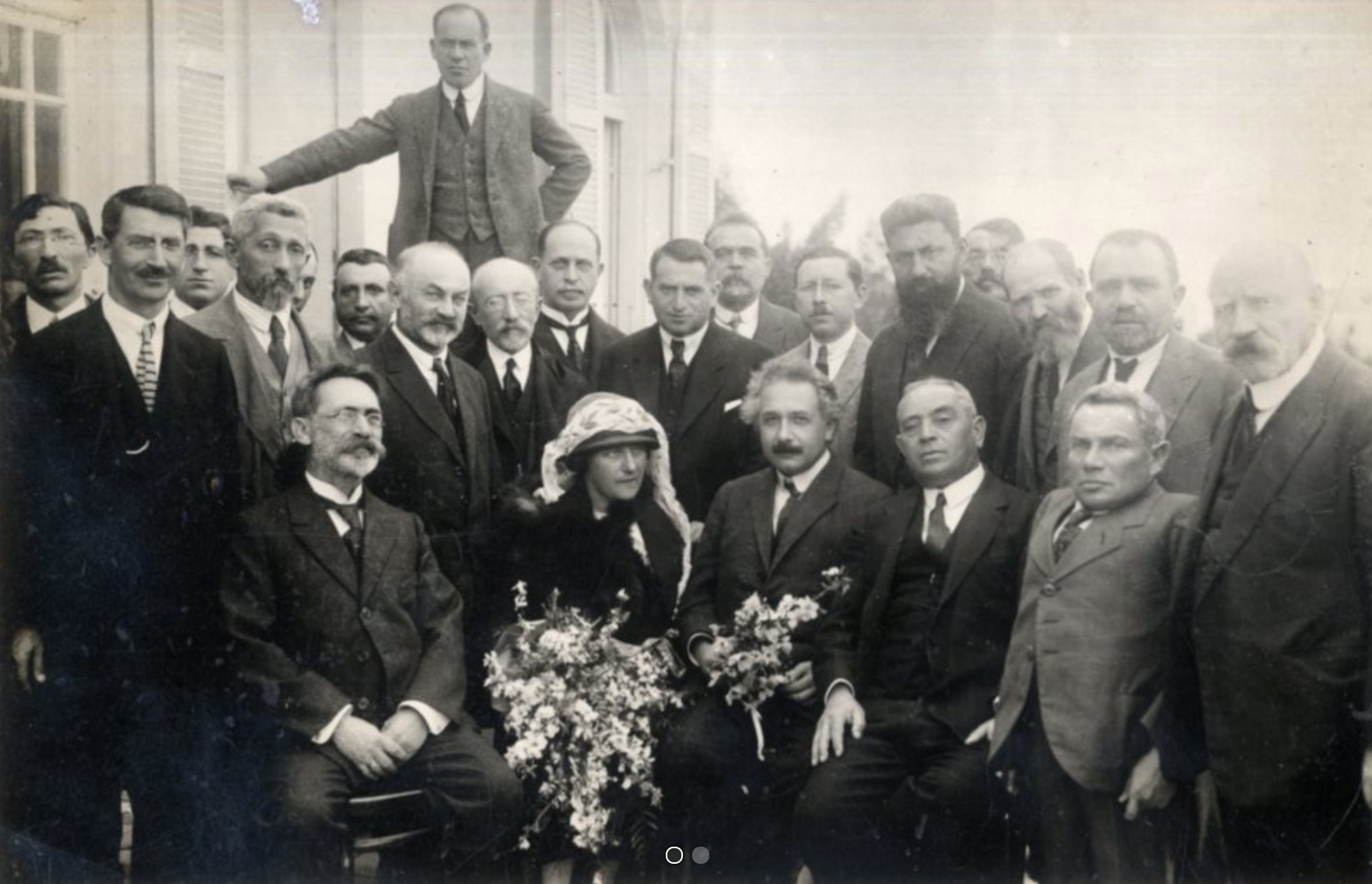
Reunión de Albert Einstein con Meir Dizengoff

En Kishinev, Dizengoff conoció a Theodor Herzl y se convirtió en un ferviente seguidor. Sin embargo, Dizengoff se opuso firmemente al Esquema Británico de Uganda promovido por Herzl en el Sexto Congreso Sionista . En cambio, Dizengoff favoreció la formación de comunidades judías en Eretz Israel, o Palestina Otomana. Dizengoff se involucró activamente en la compra de tierras y el establecimiento de comunidades judías, sobre todo en Tel Aviv.[cita requerida]
Dizengoff fue ampliamente considerado como un líder de la comunidad judía antes del establecimiento del Estado de Israel . Muchos líderes mundiales notables que viajaron a Eretz Israel (la Palestina otomana) y al Mandato Británico de Palestina se reunieron con Meir Dizengoff como representante de la comunidad judía local.[cita requerida]

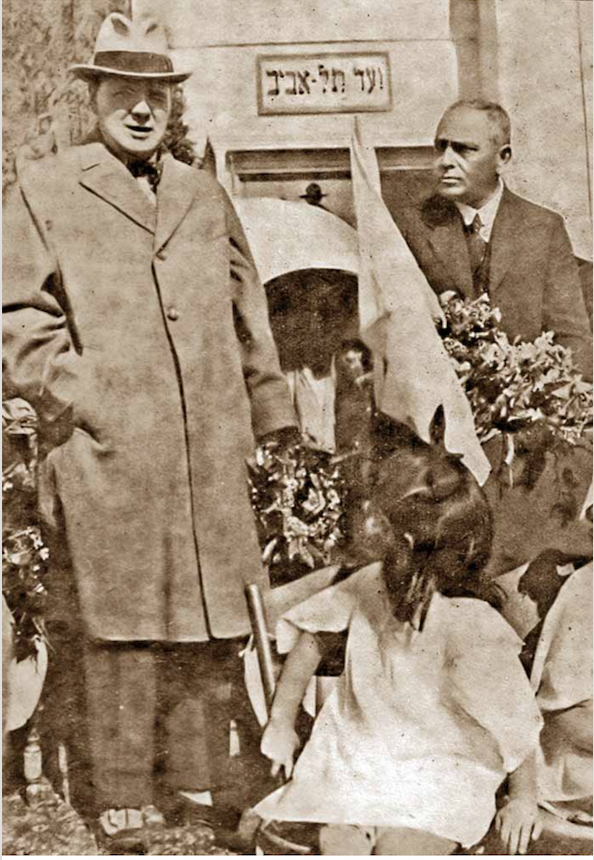
Reunión de Winston Churchill con Meir Dizengoff en Tel Aviv

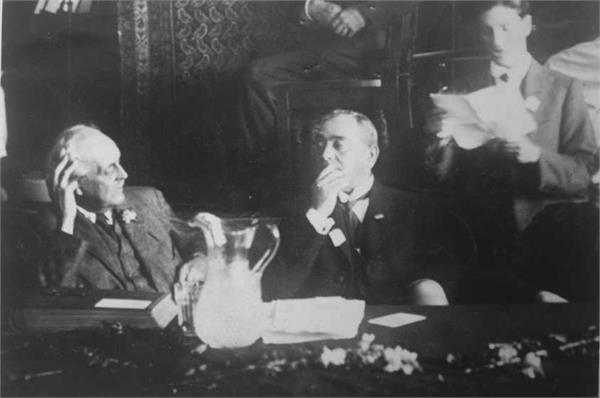
Meir Dizengoff con Alfred Balfour 1925

Winston Churchill visitó Eretz Israel (Devenida ya en Palestina del Mandato Británico) en marzo de 1921 y se reunió con Dizengoff. Durante un discurso ceremonial con Churchill, Dizengoff declaró: “esta pequeña ciudad de Tel-Aviv, que apenas tiene 12 años, ha sido conquistada por nosotros sobre dunas de arena, y la hemos construido con nuestro trabajo y nuestro esfuerzo”. Churchill quedó impresionado con la motivación y determinación de los pioneros, bajo el liderazgo de Dizengoff. En Eretz Israel (Temporalmente Mandato Británico en Palestina), Churchill le dijo a una delegación antisionista: “Este país ha sido muy descuidado en el pasado y hambriento e incluso mutilado por el desgobierno turco… pueden ver con sus propios ojos en muchas partes de este país el trabajo que ya se ha realizado. hecho por colonias judías; cómo se han recuperado los desechos arenosos y se han plantado prósperas granjas y naranjos en su lugar, luchando contra los pantanos y contra la malaria”. Ese mismo día le dijo a una delegación judía que informaría a Londres que los sionistas están "transformando los desechos en fértiles... plantando árboles y desarrollando la agricultura en tierras desérticas... aumentando la riqueza y el cultivo" y además que la población árabe está “obteniendo gran beneficio, participando en la mejora y el avance general”.

## Empresas y negocios
Mientras estudiaba ingeniería química en la Universidad de París, Dizengoff conoció a Edmond James de Rothschild, quien lo envió a Eretz Israel (la Palestina) gobernada por los otomanos) para establecer una fábrica de vidrio que suministraría botellas para las bodegas de Rothschild. Dizengoff abrió la fábrica en Tantura en 1892, pero no tuvo éxito debido a las impurezas en la arena. Meir Dizengoff pronto regresó a Kishinev.
En 1905, impulsado por su convicción sionista, Dizengoff regresó a Eretz Israel, aún Palestina Otomana y se instaló en Yafo, hoy Sur de Tel Aviv . Estableció la compañía Geulah, que compró tierras en Eretz Israel a los árabes, y se involucró en el negocio de la importación, especialmente maquinaria y automóviles para reemplazar los carruajes tirados por caballos que habían servido como transporte principal desde el puerto Mediterráneo de Yafo a Jerusalén y otras ciudades. También cofundó una compañía de barcos que llevaba su nombre y se desempeñó como cónsul belga . Cuando Dizengoff se enteró de que los residentes se estaban organizando para construir un nuevo barrio, Tel Aviv, se asoció con la empresa Ahuzat Bayit y compró un terreno en las afueras de Yafo, que se repartió por sorteo a los primeros colonos.

## Fundación de Tel Aviv

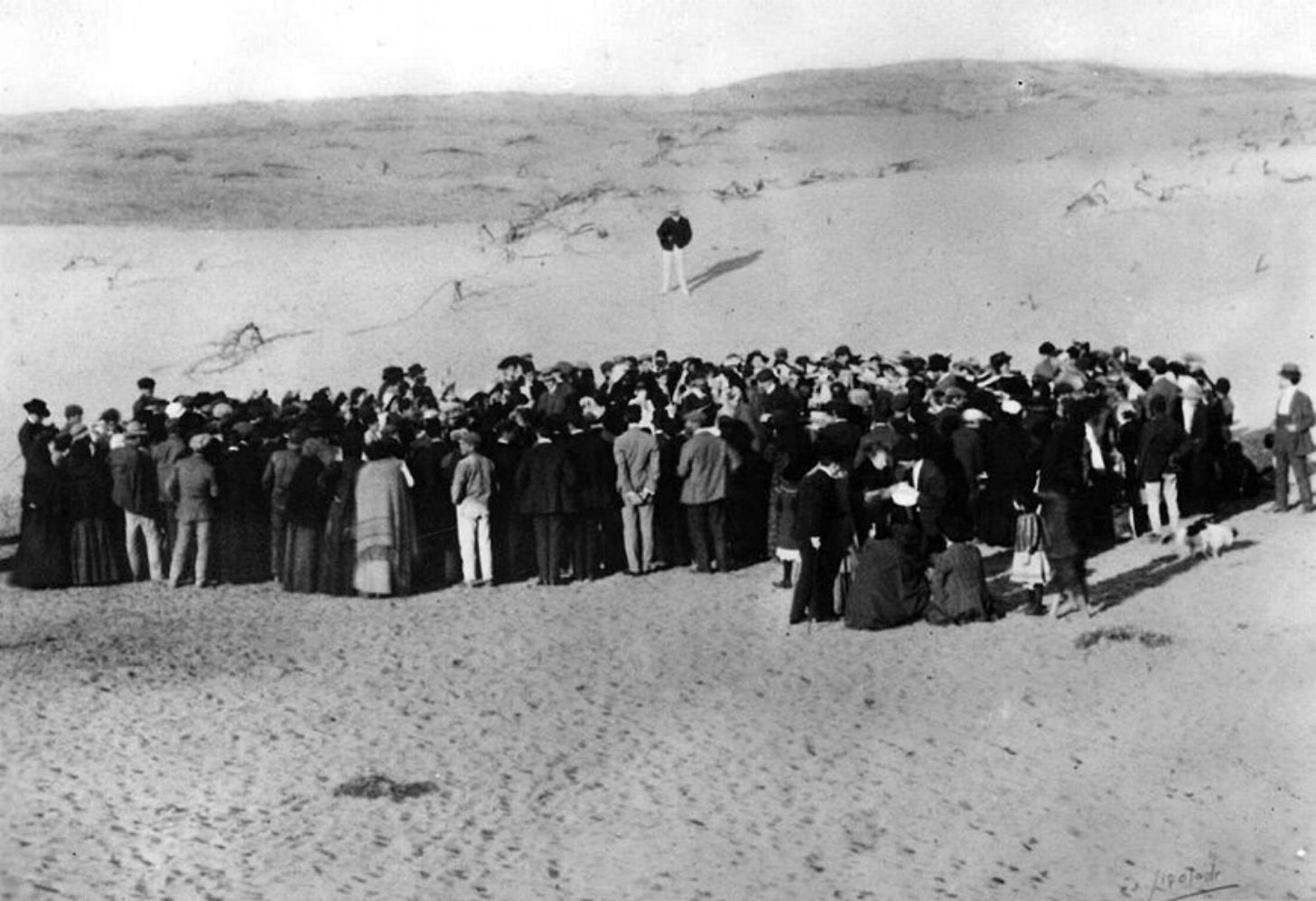
Fundación de Tel Aviv

Dizengoff fue uno de los fundadores de Ahuzat Bayit Company, organizada para establecer un barrio judío moderno cerca de la ciudad árabe y portuaria de Yafo en 1909.
El 11 de abril de 1909, sesenta y seis familias se reunieron en la costa arenosa para dividir lo que se convertiría en Tel Aviv. Meir Dizengoff, el líder cívico que sería el primer intendente de la ciudad, participó en el sorteo. El momento fue eternizado en una fotografía de Abraham Suskind. En la imagen icónica, se puede ver a los miembros fundadores de Tel Aviv, parados en las dunas de arena en el lugar exacto donde actualmente corre el Boulevard Rothschild. Según la leyenda, el hombre que está detrás del grupo, en la ladera de la duna de arena, es un hombre que se opuso a la idea y supuestamente les dijo a los demás que estaban embromados porque no habría agua en esas dunas y en ese lugar.

## Intendente de Tel Aviv

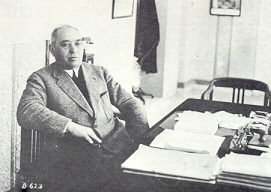
Meir Dizengoff

Dizengoff y su esposa estuvieron entre las primeras sesenta y seis familias que se reunieron el 11 de abril de 1909 en una duna de arena al norte de Yafo para hacer un sorteo con el objeto de distribuir parcelas de tierra que establecieron lo que finalmente se convirtió en la ciudad de Tel Aviv.
Dizengoff se convirtió en jefe de urbanismo en 1911, cargo que ocupó hasta 1922. Cuando Tel Aviv fue reconocida como ciudad, Dizengoff fue elegido intendente. Permaneció en el cargo hasta poco antes de su muerte, aparte de una pausa de tres años en 1925-1928. Durante la Primera Guerra Mundial, los otomanos expulsaron a gran parte de la población y Dizengoff fue el enlace entre los exiliados y las autoridades otomanas. En este cargo se ocupó de las ayudas enviadas a los exiliados de Tel Aviv y recibió el apodo de Reish Galuta. Hizo circular y publicitó ampliamente la difícil situación de los exiliados, principalmente a través de los periódicos, y logró convencer a los gobernantes de que acordaran un suministro regular de alimentos y provisiones para los exiliados. En 1917, después de haber recibido fondos de Nili, Dizengoff se negó no solo a proporcionar fondos para liberar al miembro de Nili, Yosef Lishansky, sino incluso fondos para brindar el socorro que Dizengoff brindó a otros prisioneros e incluso a antisionistas, a pesar de haber recibido el dinero de Nili.
Inmediatamente después de los disturbios árabes de abril a mayo de 1921, persuadió a las autoridades del Mandato Británico para que reconocieran a Tel Aviv como un municipio independiente y no como parte de Yafo. A principios de la década de 1920, Dizengoff pudo atraer a varios íconos culturales para que vivieran en Tel Aviv. Después de que Asher Zvi Greenberg, conocido como Ahad Ha-Am, llegara a Israel en 1922, Dizengoff le ofreció un puesto de profesor en la primera escuela secundaria de habla hebrea de Tel Aviv, el Herzliya Gymnasium. Aunque Greenberg vivía en Jerusalén en ese momento, la oferta de un trabajo y una casa en la nueva calle Ahad ha-Am convencieron al filósofo sionista de mudarse a Tel Aviv. El poeta Hayim Nahman Bialik también decidió no mudarse a Jerusalén debido a la oferta de Dizengoff de una casa, un trabajo y una calle con su nombre si se mudaba a Tel Aviv, lo que hizo en 1924. El artista Reuven Rubin también fue persuadido por Dizengoff para que se mudara a Tel Aviv.
Muchos comités y asociaciones surgieron durante el mandato de Dizengoff como alcalde. Uno fue el comité de la Feria del Levante (hebreo Yarid HaMizrah), fundado en 1932, que organizó su primera feria ese año. Inicialmente, la feria se llevó a cabo en el sur de la ciudad, pero después de su gran éxito, se construyó un recinto ferial con edificios designados en el norte de Tel Aviv. En 1934 se celebró una gran feria internacional, seguida de una segunda feria dos años después.

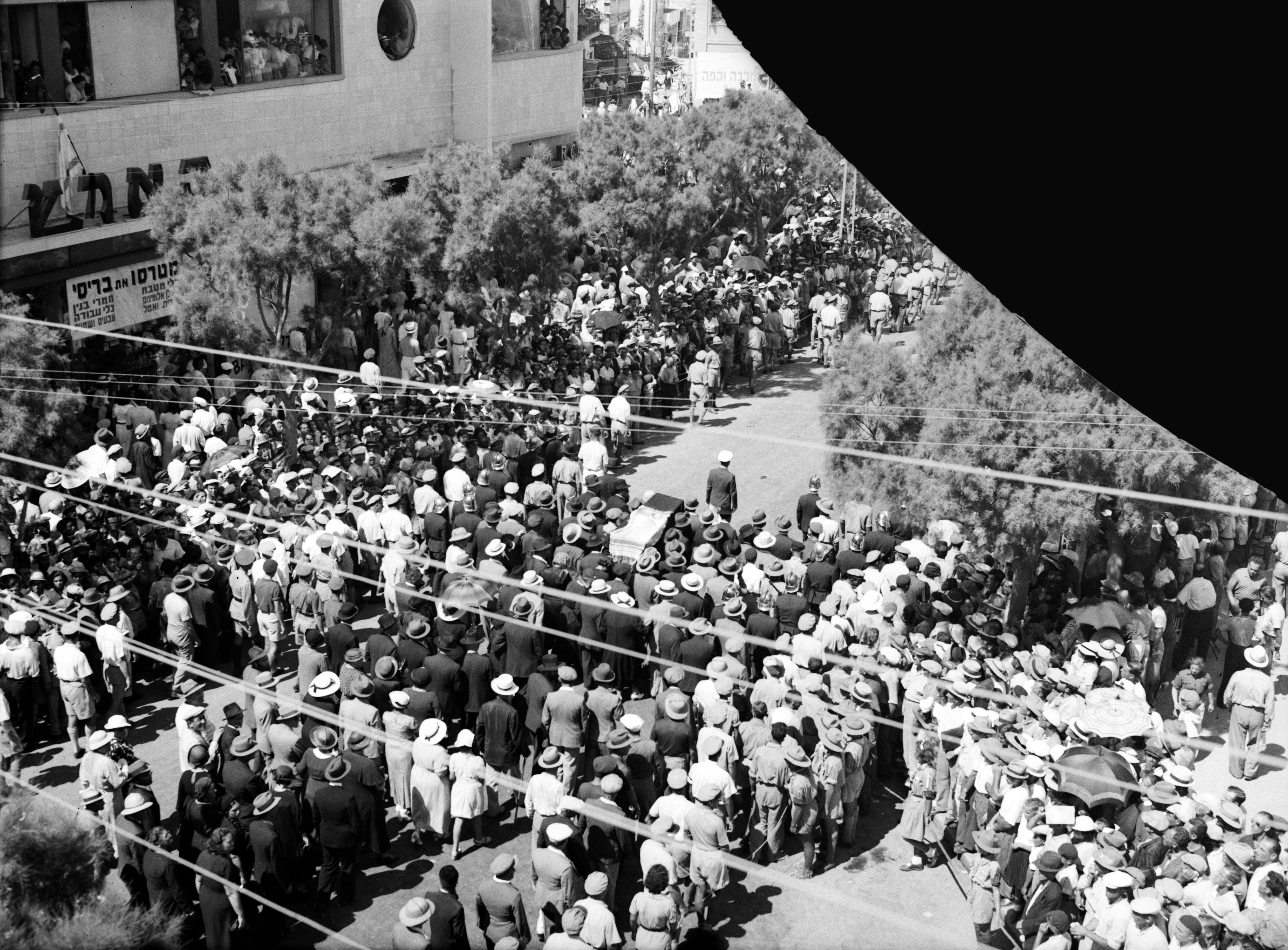
Funeral de Meir Dizengoff, 24 de septiembre de 1936, Tel Aviv. Foto de Matson Photo Service.

En consecuencia, Dizengoff estuvo involucrado en el desarrollo de la ciudad y alentó su rápida expansión, realizando inspecciones diarias y prestando atención a detalles como el entretenimiento. Siempre estuvo presente al frente de la Adloyada, enmarcado en la festividad judía anual de Purim, que algunos asocian al carnaval pero que para el judaísmo tiene un significado histórico, espiritual y tradicional distinto y mucho más profundo . Después de la muerte de su esposa Tzina, Meir Dizengoff donó su casa a la ciudad de Tel Aviv, para su uso como museo de arte, e influyó en muchos artistas importantes para que donaran su trabajo para mejorar el museo.
En 1936, con el estallido de la revuelta árabe, los árabes cerraron el puerto de Yafo con la intención de frenar la rápida expansión de los asentamientos judíos en Eretz Israel, a la sazón la Palestina del Mandato. Dizengoff presionó al gobierno para que le diera permiso para abrir un puerto en su nueva ciudad de Tel Aviv, y antes de su muerte logró dedicar el primer muelle del nuevo puerto de Tel Aviv. Su discurso comenzó con las palabras: "Señoras y señores, todavía puedo recordar el día en que Tel Aviv no tenía puerto".
Después de años de construir casas, hospitales, instituciones públicas, una sinagoga, etc. Dizengoff escribió “comenzamos a sentir la necesidad de fomentar la belleza”. En una visita a París, Dizengoff creó un comité artístico. Marc Chagall escribió: “Sr. Dizengoff vino a mí en París y me pidió ayuda para construir un museo. No podía creer que el hombre tuviera setenta años, sus ojos brillaban… aunque varias veces tuve la intención de ir a la Tierra de Israel, y cada vez que cancelé el viaje, esta vez, el entusiasmo del Sr. Dizengoff me influenció. Empaqué mis cosas y decidí echarle una mano”.
En junio de 1931, Marc Chagall y su familia viajaron a Tel Aviv, por invitación de Dizengoff, junto con su plan de construir un Museo Judío en la nueva ciudad. Fueron invitados a quedarse en la casa de Dizengoff en Tel Aviv.

## Casa Dizengoff / Salón de la Independencia

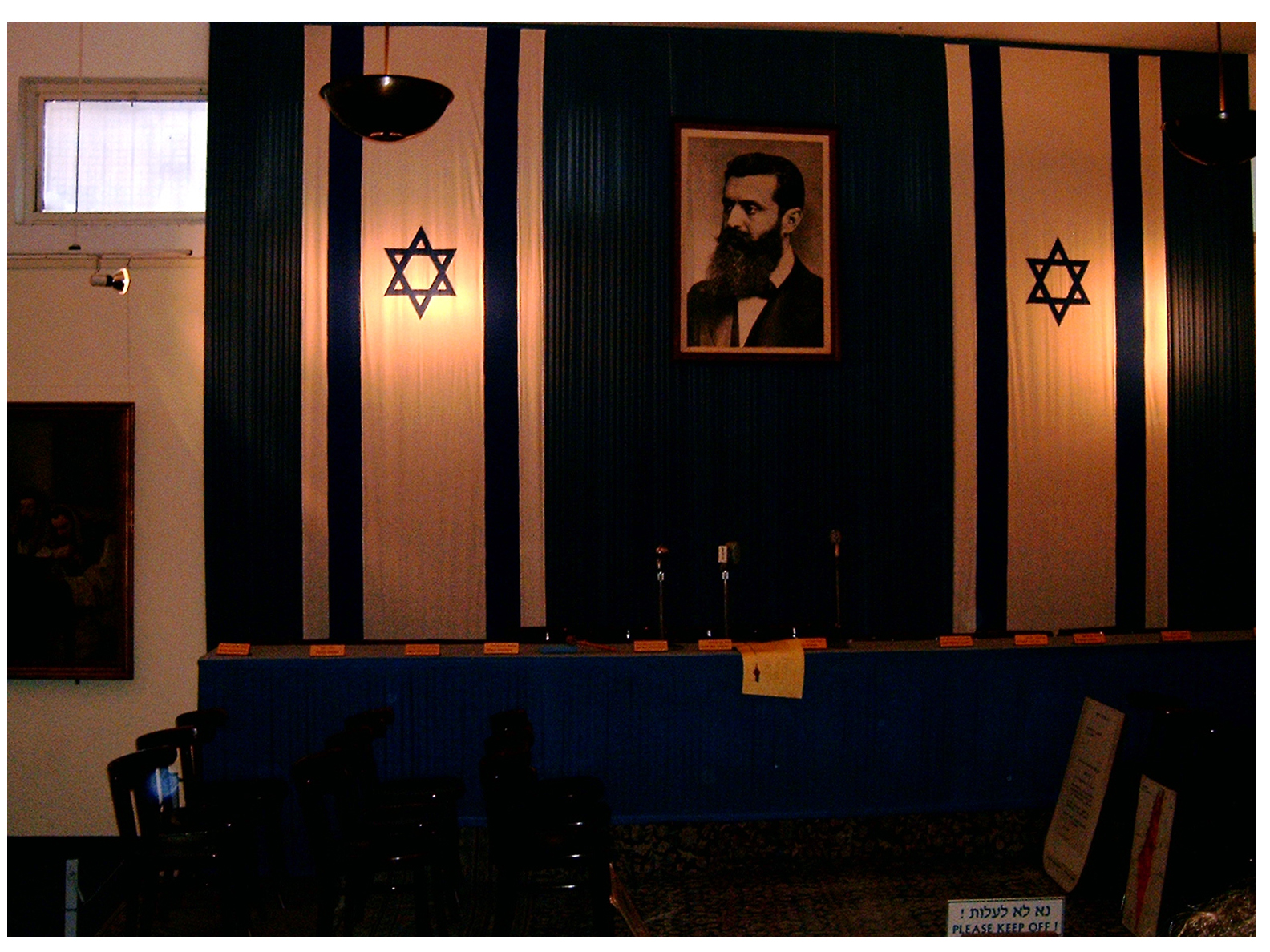
Interior de la casa Dizengoff, ahora Salón de la Independencia, donde Ben Gurion declaró la independencia de Israel el 14 de mayo de 1948

En 1930, tras la muerte de su esposa Tzina, Meir Dizengoff donó su casa a la ciudad de Tel Aviv y solicitó que se convirtiera en un museo. La casa se sometió a extensas renovaciones y se convirtió en el Museo de Arte de Tel Aviv en 1932. El museo se trasladó a su ubicación actual en 1971. El 14 de mayo de 1948, David Ben-Gurion declaró la independencia del Estado de Israel en la residencia Dizengoff. El edificio ahora es un museo de historia y se conoce como Museo de la Independencia.
Hay un monumento frente a la Casa Dizengoff (Salón de la Independencia) que honra tanto a las 66 familias originales de Tel Aviv como una estatua de Dizengoff montando su famoso caballo. La dirección exacta es Rotschild 16, en Tel Aviv.

## Muerte
Dizengoff murió el 23 de septiembre de 1936. Está enterrado en el cementerio Trumpeldor de Tel Aviv.

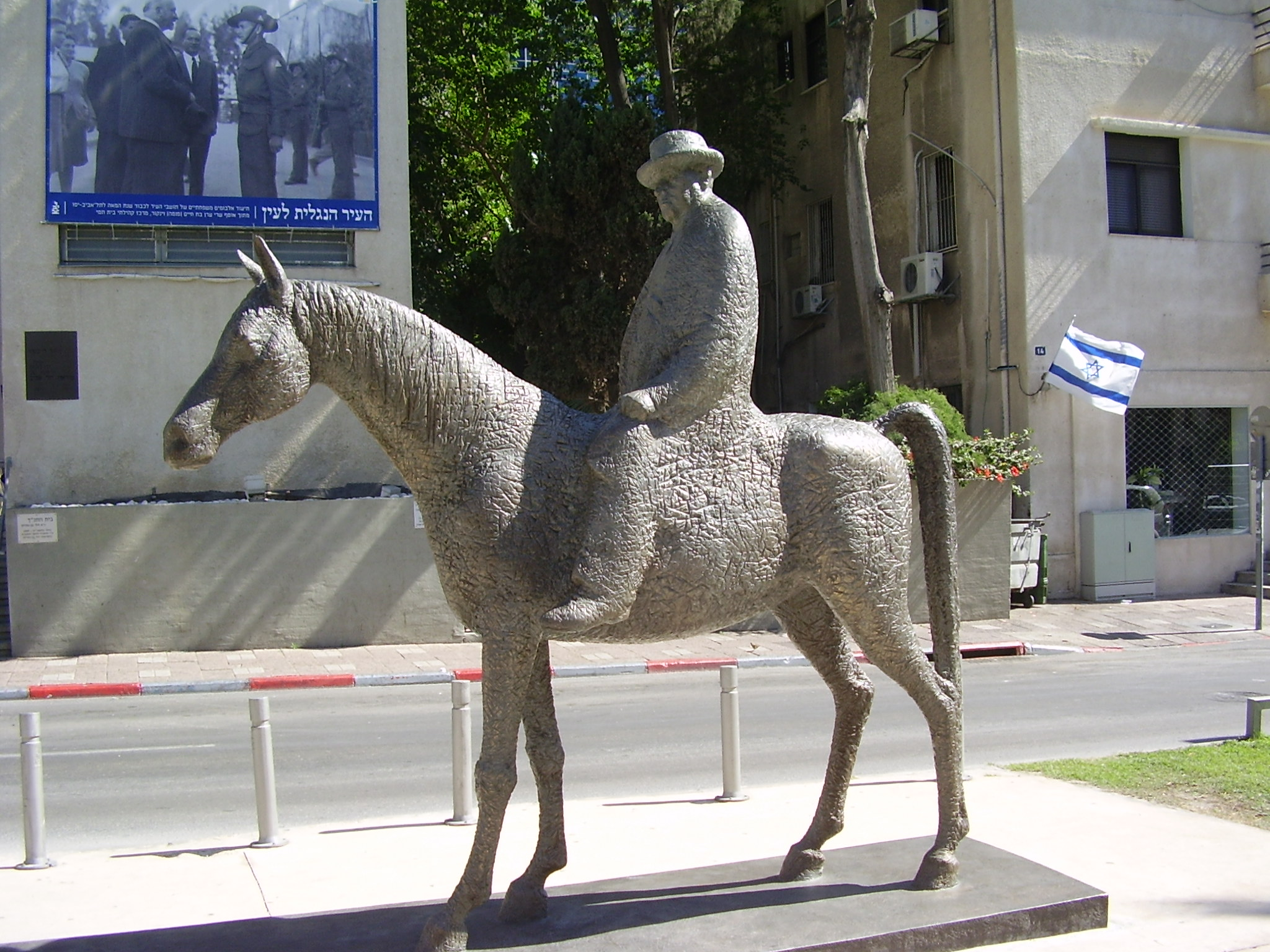
Una estatua de Meir Dizengoff montando su caballo, ubicada en Rothschild Boulevard, Tel Aviv

## Conmemoración
Meir Park y Dizengoff Street llevan su nombre. Su nombre también vive en la jerga israelí: se usaba como verbo, lehizdangeff, que significa "caminar por Dizengoff", es decir, salir al centro de la ciudad, por la calle Dizengoff, en el Shopping Dizengoff Center o bien en la Plaza Dizengoff o Kikar Dizengoff en hebreo. La plaza Dizengoff, con una escultura de Yaacov Agam, lleva el nombre de su esposa, Tzina Dizengoff.